# مغارة أفالو
مغارة أفالو أو مغارة ملبو هي مغارة وكهف بطابع كارستي يقع في بلدية ملبو ضمن دائرة سوق الاثنين في ولاية بجاية.
وتقع هذه المغارة في جبال البابور  · .

## الاكتشاف قبل استقلال الجزائر
تم اكتشاف «مغارة أفالو» ذات الطابع الكارستي أثناء أشغال شق الطريق الوطني رقم 43 بجانب أنفاق ملبو حاليا عند مدخل مدينة ملبو، على بعد 45 كلم من مدينة بجاية في اتجاه الساحل الشرقي لولاية بجاية المطلة على خليج بجاية.
وقد تم اكتشافها صدفة من طرف عالم الأحياء القديمة المدعو كاميل أرامبورغ قرب قرية أفالو ما بين سنة 1927م و1930م أثناء الاحتلال الفرنسي للجزائر.
وهذه المغارة المتكونة من عدة مغارات صغيرة تمتد انطلاقا من بلدية ملبو إلى غاية الحديقة الوطنية تازة.
وقد سمح اكتشاف حجارة الدولمن واللوحات التذكارية المغطاة بالجنادل داخل هذه المغارات بإجراء دراسات مكثفة حول محتوياتها.
إلا أن هذه المغارة تم إهمالها بعد ذلك إلى غاية بداية عقد الثمانينيات من القرن العشرين.

## الحفريات بعد استقلال الجزائر
تمت العودة إلى منطقة «مغارة أفالو» ما بين سنتي 1982م و1983م لاستكشاف البقايا البشرية والحيوانية التي لوحظت خلال سنة 1930م.
فاستعمل عالم الإنسان والمؤرخ سليمان حاشي مع طلبته وسائل متطورة لمباشرة الحفريات من جديد.
واكتشفوا إثر ذلك أن هذه المغارة ما هي إلا مقبرة تُدفن فيها جثث الأجيال المتعاقبة من البشر، كما وصفها من طرف مؤرخ الفن المدعو جورج بواسون.
وقد تمت إعادة تجميع هيكل عظمي بشري لإحدى الجثث المدفونة في نفس المكان، وهذا ما زاد في قناعة الباحثين بأن هذه المقبرة من أقدم المقابر في شمال أفريقيا والعالم.
وأظهرت الأدوات الموجودة في المغارة بأن الإنسان القديم في منطقة القبائل كان يمارس الصيد البري وصيد السمك.

## حجم المغارة
تتشكل «مغارة أفالو» من غرفة مقببة عمقها 10 أمتار وعرضها 20 مترا.
وتقع هذه المغارة غير بعيد عن مغارة تامارهات.

## إنسان أفالو
تم اكتشاف ما بين 53 و70 هيكلا عظميا بشريا بداخل «مغارة أفالو» من صنف الإنسان العاقل خلال عام 1983م.
وكان هذا الاكتشاف ناجما عن حفريات آثار قام بها عالم الإنسان والمؤرخ سليمان حاشي بتكليف من الباحث مولود معمري.
وقد تم طلاء جماجم هذه الهياكل العظمية البشرية بواسطة أكسيد الرصاص الأحمر.
وقد قام مخبر فرنسي منذ سنوات بإعادة رسم وجه «إنسان أفالو» من صنف الإنسان المشتوي ((بالفرنسية: Mechtoïde) أو (بالإنجليزية: Mechta-Afalou))، ليتبين بأنه يشبه شكل وجه الإنسان العاقل المعاصر.
فهذا الإنسان القديم ينتمي إلى الفصيلة البشرية الإيبيروموريسية المنتشرة في ساحل شمال أفريقيا في الفترة بين العصر الحجري القديم العلوي والعصر الحجري الوسيط حوالي 20 000 إلى 10 000 سنة قبل الحاضر.
ويعود تواجده في منطقة بجاية إلى نحو 13 000 سنة أين بدأ في ممارسة الزراعة بواسطة آلات وأدوات مستحدثة في بداية العصر الحجري الحديث أثناء فترة اكتشاف الزراعة في الهولوسين.
وهذه الثورة الزراعية تمثلت في الانتقال من استعمال الحجارة المنحوتة إلى الحجارة المصقولة خلال العصر الرباعي منذ 150 قرنا، كما بينت ذلك تقنيات التأريخ النسبي والتأريخ الإشعاعي وتحديد العمر الحقيقي.

## الأشياء الحرفية
تم اكتشاف أشياء حرفية مصنوعة بداخل «مغارة أفالو» متمثلة في حجارة وأسنان حيوانات مثقوبة ومستعملة لصناعة قلادات.
كما سمحت الحفريات باكتشاف العديد من التماثيل الصغيرة المصنوعة من طين لتبين أن الحس الفني والإنتاجي كان موجودا لدى «إنسان أفالو» الذي تجاوزت اهتماماته مجرد حاجيات المعيشة اليومية.
فكان هذا الإنسان القديم قد ارتقى فوق تلبية احتياجاته الاستهلاكية لتصل اهتماماته إلى إنتاج الأغراض الثقافية.
وبالتالي، فإن ولاية بجاية تحوي أكبر خزان من الآثار البشرية الحفرية في أفريقيا وحوض البحر الأبيض المتوسط.
وهذه المهارة في إنتاج الأدوات المختلفة والدقة في تزيينها قد بينت مدى التطور العقلي والفني لهذا الإنسان القديم.

## مكتبة الصور
<gallery mode=nolines>
```
ملف:Dz - Melbou (Wilaya de Béjaïa) location map.svg|موقع 
بلدية ملبو

ملف:Tunnel 1 - Melbou نفق 1 ملبو - panoramio - habib kaki.jpg|
النفق
 الأول من 
أنفاق ملبو
 في 
بلدية ملبو

ملف:Tunnel 1 - Melbou نفق 1 ملبو - panoramio.jpg|
النفق
 الأول من 
أنفاق ملبو
 في 
بلدية ملبو

ملف:Tunnel 2 - Melbou نفق 2 ملبو - panoramio.jpg|
النفق
 الثاني من 
أنفاق ملبو
 في 
بلدية ملبو

ملف:Tunnel 3 - Melbou نفق 3 ملبو - panoramio.jpg|
النفق
 الثالث من 
أنفاق ملبو
 في 
بلدية ملبو

ملف:Melbou.JPG|
مدينة ملبو

ملف:Melbou bejaia algerie 01.jpg|
جبل ملبو

ملف:La station baleinière MELBOU - panoramio.jpg|شاطئ 
مدينة ملبو

ملف:Plage à Melbou (Béjaïa).jpg|شاطئ 
مدينة ملبو

ملف:La ville et la plage de MELBOU - panoramio.jpg|
مدينة ملبو
 وشاطئها
ملف:La baie de bejaia - panoramio.jpg|
مدينة ملبو
 تطل على 
خليج بجاية
```

### مواضيع ذات صلة
- وزارة النقل الجزائرية
- وزارة الثقافة الجزائرية
- قائمة المواقع والمعالم المصنفة في ولاية بجاية
- النقل في الجزائر
- الأطلس التلي
- جبال جرجرة
- جبال البابور
- جبال الصومام
- ولاية بجاية
- دائرة سوق الاثنين
- بلدية ملبو
- أنفاق ملبو
- مشتاني
- قرية أفالو
- جبل ملبو
- السياحة في الجزائر
- قائمة المواقع والمعالم المصنفة في الجزائر
- قائمة أهم المعالم السياحية في العالم

### فايسبوك
- مغارة أفالو  على فيسبوك.

### وصلات خارجية
- موقع وزارة النقل الجزائرية
- موقع وزارة الثقافة الجزائرية
- موقع وزارة الموارد المائية الجزائرية نسخة محفوظة 10 مارس 2018 على موقع واي باك مشين.

### فيديوهات
- الموقع الأثري لـمغارة إنسان أفالو في بلدية ملبو بولاية بجاية في 2011م على يوتيوب.
- تعريف بـمغارة إنسان أفالو في بلدية ملبو بولاية بجاية في 2010م على يوتيوب.
- حصة تلفزيونية مع الباحث سليمان حاشي المتخصص في مغارة إنسان أفالو ضمن بلدية ملبو بولاية بجاية في 2011م على يوتيوب.
- بداية أشغال أنفاق ملبو الثلاثة بولاية بجاية في 2010م على يوتيوب.
- افتتاح أنفاق ملبو الثلاثة بولاية بجاية في 2014م على يوتيوب.
- أنفاق ملبو الثلاثة بولاية بجاية في 2017م على يوتيوب.
- النفق الأول من أنفاق ملبو الثلاثة بولاية بجاية في 2015م على يوتيوب.
- النفق الأول من أنفاق ملبو الثلاثة بولاية بجاية في 2017م على يوتيوب.

### ببليوجرافيا
- سليمان حاشي (Slimane Hachi) (2003). Les cultures de l'Homme de Mechta-Afalou [ثقافات إنسان مشتة أفالو] (بالفرنسية). الجزائر: المركز الوطني للبحوث في عصور ما قبل التاريخ وفي علم الإنسان والتاريخ. p. 255. ISBN:996171606X. {{استشهاد بكتاب}}: تحقق من التاريخ في: |سنة= (help)صيانة الاستشهاد: لغة غير مدعومة (link)[25]

- جينات أوماسيب (Ginette Aumassip) (2001). L'Algérie Des Premiers Hommes [جزائر البشر الأوائل] (بالفرنسية). باريس: Éditions de la Maison des sciences de l'homme. p. 224. ISBN:9782735109326. {{استشهاد بكتاب}}: تحقق من التاريخ في: |سنة= (help)صيانة الاستشهاد: لغة غير مدعومة (link)[5]